# Nadine Stemerdink
Nadine Stemerdink (Voorburg, 19 juni 1977) is een Nederlandse bestuurder en PvdA-politica. Sinds 17 mei 2021 is zij burgemeester van Voorschoten.

## Biografie
Stemerdink studeerde bestuurskunde aan de Universiteit Leiden en was van 2001 tot 2015 werkzaam bij de provincie Zuid-Holland, van 2009 tot 2015 als senior beleidsmedewerker bij het kabinet van de commissaris van de Koning in Zuid-Holland. Van 2002 tot 2015 was zij gemeenteraadslid van Leidschendam-Voorburg en vanaf 9 februari 2015 was zij daar wethouder.
Stemerdink werd op 22 maart 2021 door de gemeenteraad van Voorschoten aanbevolen als nieuwe burgemeester. Op 19 april van dat jaar werd de aanbeveling overgenomen door de minister van Binnenlandse Zaken en Koninkrijksrelaties zodat zij middels koninklijk besluit met ingang van 17 mei 2021 benoemd kon worden. Op die datum werd zij ook geïnstalleerd.